# Connie Booth

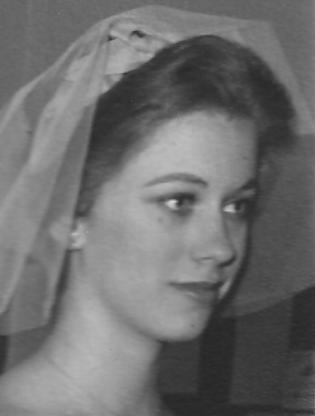
Connie Booth (1968)

Constance „Connie“ Booth (* 2. Dezember 1940 in Indianapolis, Indiana) ist eine US-amerikanische Drehbuchautorin und Schauspielerin.

## Leben
Connie Booth wuchs als Tochter eines Wall-Street-Börsenmaklers und einer Schauspielerin auf. In den 1960er-Jahren übernahm sie kleine Theaterrollen und arbeitete als Kellnerin. Sie heiratete am 20. Februar 1968 den englischen Komiker John Cleese, den sie zuvor in der Comedy-Szene von New York kennengelernt hatte. Während ihrer zehnjährigen Ehe mit Cleese war sie an dessen Seite unter anderem in dem Fernsehfilm How to Irritate People, einigen Teilen der Serie Monty Python’s Flying Circus, dem Kinofilm Die Ritter der Kokosnuß sowie als Kunststudentin Polly in der Fernsehserie Fawlty Towers zu sehen. Für letztere Serie schrieb sie gemeinsam mit Cleese die Drehbücher.
Nach ihrer Scheidung von Cleese wandte sie sich anderen Rollen im britischen Kino und Fernsehen zu, wobei sie aufgrund ihrer amerikanischen Herkunft besonders oft auf Amerikanerinnen mit entsprechendem Akzent besetzt wurde. So ist Booth insbesondere im deutschsprachigen Raum für ihre Rolle als Mutter des kleinen Lords in der Der kleine Lord–Verfilmung von 1980 bekannt, die alljährlich vor Weihnachten von der ARD wiederholt wird. In der Komödie Amerikanische Freundinnen nach einem Drehbuch von Michael Palin hatte sie 1991 nochmals eine größere Kinorolle. Auch spielte sie Theater, doch die Rollenangebote ließen nach. 1995 beendete Booth ihre Schauspielkarriere und ließ sich in London als Psychotherapeutin nieder.
Seit 2000 ist sie in zweiter Ehe mit dem Theaterkritiker John Lahr, einem Sohn des Schauspielers Bert Lahr, verheiratet. Ihre Tochter mit John Cleese, Cynthia Cleese, spielte gemeinsam mit ihrem Vater in Ein Fisch namens Wanda und Wilde Kreaturen.

## Filmografie (Auswahl)
- 1968: How to Irritate People (Fernsehfilm)
- 1969–1974: Monty Python’s Flying Circus (Fernsehserie, 6 Folgen)
- 1971: Monty Pythons wunderbare Welt der Schwerkraft (Monty Python’s And Now for Something Completely Different)
- 1975: Die Ritter der Kokosnuß (Monty Python and the Holy Grail)
- 1975: Romanze mit einem Kontrabaß (Romance with a Double Bass)
- 1975, 1979: Fawlty Towers (Fernsehserie, 12 Folgen)
- 1977: Sherlock Holmes und Das Ende der Zivilisation in der uns bekannten Form (The Strange Case of the End of Civilization as We Know It)
- 1980: Ein Schritt ins Leere (Why Didn’t They Ask Evans?, Fernsehfilm)
- 1980: Der kleine Lord (Little Lord Fauntleroy, Fernsehfilm)
- 1982: The Story of Ruth
- 1983: Der Hund von Baskerville (The Hound of the Baskervilles, Fernsehfilm)
- 1987: Eine Pfeife in Amerika: Sherlock Holmes kehrt zurück (The Return of Sherlock Holmes)
- 1987: Zwischen den Zeilen (84 Charing Cross Road)
- 1987: Floodtide (Fernsehserie, 7 Folgen)
- 1988: High Spirits
- 1988: Hawks – Die Falken (Hawks)
- 1991: Amerikanische Freundinnen (American Friends)
- 1992: Leon the Pig Farmer
- 1994: The Tomorrow People (Fernsehserie, 2 Folgen)
- 1995: Die Freibeuterinnen (The Buccaneers, Fernseh-Miniserie, 5 Folgen)